# جورج إتش ميلر
جورج إتش ميلر (بالإنجليزية: George H. Miller)‏ هو مهندس معماري أمريكي، ولد في 7 مايو 1856، وتوفي في 6 مارس 1927.